# العلاقات الآيسلندية الإثيوبية
العلاقات الآيسلندية الإثيوبية هي العلاقات الثنائية التي تجمع بين آيسلندا وإثيوبيا.

## مقارنة بين البلدين
هذه مقارنة عامة ومرجعية للدولتين:
| وجه المقارنة                                              | آيسلندا          | إثيوبيا                        |
| --------------------------------------------------------- | ---------------- | ------------------------------ |
| المساحة (كم2)                                             | 103.00 ألف       | 1.10 مليون                     |
| عدد السكان (نسمة)                                         | 317.35 ألف       | 104.96 مليون                   |
| الكثافة السكانية (ن./كم²)                                 | 3.08             | 95.42                          |
| العاصمة                                                   | ريكيافيك         | أديس أبابا                     |
| اللغة الرسمية                                             | اللغة الآيسلندية | اللغة الأمهرية                 |
| العملة                                                    | كرونة آيسلندية   | بير إثيوبي                     |
| الناتج المحلي الإجمالي (بليون دولار)                      | 23.91 مليار      | 80.56 مليار                    |
| الناتج المحلي الإجمالي (تعادل القوة الشرائية) بليون دولار | 15.79 مليار      | 161.90 مليار                   |
| الناتج المحلي الإجمالي الاسمي للفرد دولار أمريكي          | 50.17 ألف        | 619                            |
| الناتج المحلي الإجمالي للفرد دولار أمريكي                 | 46.55 ألف        | 1.50 ألف                       |
| مؤشر التنمية البشرية                                      | 0.899            | 0.442                          |
| رمز المكالمات الدولي                                      | +354             | +251                           |
| رمز الإنترنت                                              | .is              | .et                            |
| المنطقة الزمنية                                           | 00، أوروبا/لندن ‏ | ت ع م+03:00، توقيت شرق أفريقيا |

## منظمات دولية مشتركة
يشترك البلدان في عضوية مجموعة من المنظمات الدولية، منها:
| علم المنظمة | اسم المنظمة                        | تاريخ انضمام آيسلندا | تاريخ انضمام إثيوبيا |
| ----------- | ---------------------------------- | -------------------- | -------------------- |
|             | الاتحاد البريدي العالمي            | ?                    | ?                    |
|             | مؤسسة التنمية الدولية              | 19 مايو 1961         | 11 أبريل 1961        |
|             | منظمة حظر الأسلحة الكيميائية       | ?                    | ?                    |
|             | الأمم المتحدة                      | 19 نوفمبر 1946       | 13 نوفمبر 1945       |
|             | وكالة ضمان الاستثمار متعدد الأطراف | 25 سبتمبر 1998       | 13 أغسطس 1991        |
|             | منظمة الشرطة الجنائية الدولية      | ?                    | ?                    |
|             | مؤسسة التمويل الدولية              | 20 يوليو 1956        | 20 يوليو 1956        |
|             | البنك الدولي للإنشاء والتعمير      | 27 ديسمبر 1945       | 27 ديسمبر 1945       |
|             | الاتحاد الدولي للاتصالات           | 1 أكتوبر 1906        | 20 فبراير 1932       |
|             | الفريق المعني برصد الأرض           | ?                    | ?                    |
|             | يونسكو                             | 8 يونيو 1964         | 1 يوليو 1955         |

## وصلات خارجية
- موقع وزارة الخارجية الآيسلندية
- موقع وزارة الخارجية الإثيوبية